# راني تاج
راني تاج (بالإنجليزية: Rani Taj)‏ (مواليد 3 أكتوبر 1993)، هي قارعة طبول إنجليزية باكستانية الأصل بدأت مسيرتها الفنية عام 2009. اكتسبت شهرة عالمية واسعة من خلال فيديو فيروسي نشرته على يوتيوب ظهرت وهي تقرع الطبل على ألحان أغنية "Rude boy" للمغنية الشهيرة ريانا.

## وصلات خارجية
- الموقع الرسمي